# Übersetzerpreis der Landeshauptstadt München
Der Übersetzungspreis der Landeshauptstadt München wird seit dem Jahr 2000 alle drei Jahre im Wechsel mit dem Literaturpreis der Landeshauptstadt München und dem Publizistikpreis der Landeshauptstadt München als Auszeichnung für ein Gesamtwerk vergeben. Die Preissumme beträgt 10.000 Euro (2024).
Gewürdigt werden mit dem Preis die Qualität der Arbeiten und die besonderen Verdienste für die Vermittlung fremdsprachiger Literatur. Der Preis soll in erster Linie Übersetzungsleistungen in den Bereichen Belletristik und Essayistik, aber auch im Bereich Sachbuch mit literarischer Qualität berücksichtigen.
Vorausgesetzt wird, dass die Preisträger in München oder in der Region München leben.

## Preisträger
- 2000: Herbert Schlüter[1]
- 2003: Rosemarie Tietze[2]
- 2006: Burkhart Kroeber[3]
- 2009: Rudolf Hermstein
- 2012: Dagmar Ploetz
- 2015: Melanie Walz
- 2018: Dirk van Gunsteren
- 2021: Agnes Relle[4]
- 2024: Werner von Koppenfels[5][6]